# 체코 텔레비전 방송공사
체코 텔레비전 방송공사(체코어: Česká televize, ČT)는 체코의 공영 텔레비전 방송사이다.

## 연혁
- 1953년:전신인 체코슬로바키아 텔레비전 방송공사가 출범과 함께 ČT1(당시 명칭 ČST1)이 개시 하였다.
- 1973년:제2채널 ČT2(당시 명칭 ČST1)가 개시하였다.
- 1975년:컬러 방송을 개시하였다.
- 1989년:제3채널 OK3 (나중에 ČT3)가 개시와 함께 ČST1은 F1, ČST2는 ČTV로 명칭을 바뀌었다.
- 1993년:체코슬로바키아가 체코와 슬로바키아로 분리하면서 체코슬로바키아 텔레비전 방송공사도 슬로바키아 텔레비전 방송공사와 나뉘면서 ČTV, F1, OK3가 각각 ČT1, ČT2, ČT3로 명칭을 바뀌었다.
- 1994년:ČT3가 TV 노바로 분리, 민영화하면서 기존 3개 채널에서 2개 채널로 줄어 들었다.[1]
- 2005년:ČT24가 개시하였다. (2개에서 3개 채널 증가)
- 2006년:ČT4(2012년 ČT sport로 개명)가 개시하였다. (3개에서 4개 채널 증가)
- 2011년: ČT1과 ČT24의 상업광고가 폐지되었다.
- 2013년 8월 31일: ČT :D와 ČT Art가 개국했다. 이 두 채널은 하나의 채널로써 방송한다. (4개에서 6개 채널 증가)
- 2020년 3월 23일: ČT3가 고전 채널로 재개국했다. (6개에서 7개로 증가)

## 채널
- ČT1 /  ČT1 HD : 종합 채널
- ČT2 / ČT2 HD : 교육 · 다큐멘터리 채널
- ČT3 : 고전 채널
- ČT sport /  ČT sport HD : 스포츠 채널
- ČT24: 뉴스 채널
- ČT :D : 어린이 채널
- ČT Art : 문화·예술 채널

## 같이 보기
- 슬로바키아 텔레비전 방송공사
- 체코 라디오 방송공사
- 슬로바키아 라디오 방송공사